# 桑德拉·贝姆
桑德拉·贝姆（Sandra Bem，1944年6月22日—2014年5月20日），美国社会心理学家，以对雙性同體和性别问题的研究而知名，康奈尔大学教授。其夫达里尔·贝姆也是一名心理学教授。
她认为男性或女性化程度可以分开考虑。一个男性化程度高、女性化程度低的人可被归类为男性。一个女性化程度高、男性化程度低的人则归类为女性。对两种性别都有很高认同的人被认为是双性人。而对两种性别认同都很低的人则被认为是无法归类的。